# 冠德建設
冠德建設股份有限公司，簡稱冠德建設、冠德，是台灣一家的大型不動產開發公司。

## 歷史

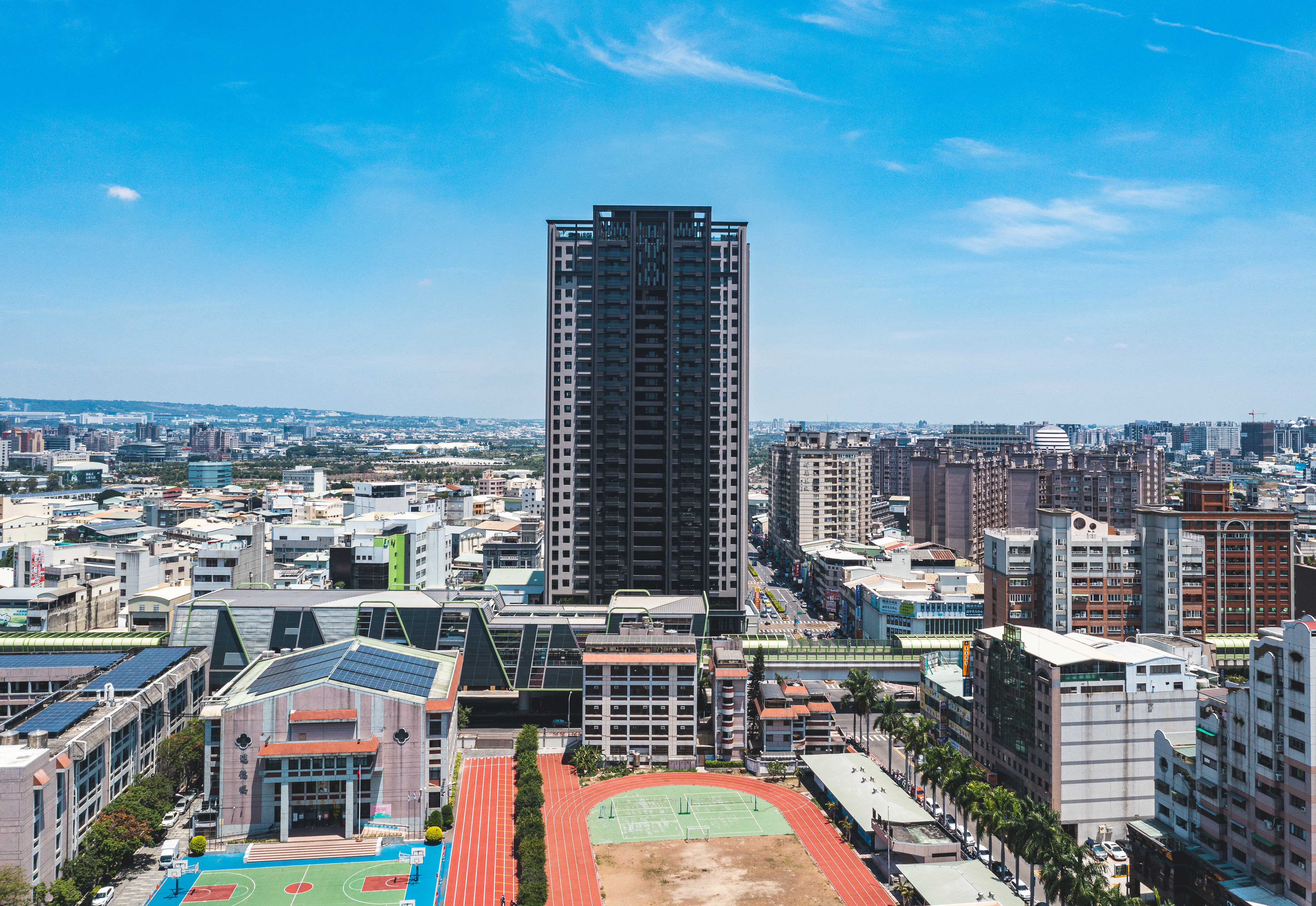
臺中捷運綠線文華高中站與後方冠德建設聯合開發共構大樓

成立於1979年11月23日，為台灣中大型建商。推案地點集中於台北市信義區、文山區、新北市中和區、新莊區及桃園市中壢區青埔等區域，另外也參與捷運共構聯合開發、合建分屋、都市更新等。除建設本業以外，公司亦轉投資根基營造，以及環球購物中心。
2017年11月16日，冠德建設創辦人馬玉山因病過世，享壽83歲，去世前一周由其子馬志綱接任冠德建設董事長。

## 歷年建案
台北市
- 冠德安沐居[4]
- 冠德大直湛[5]
- 冠德羅斯福
- 冠德信義
- 2024「民權東路公辦都更案」

新北市
- 冠德愛閱
- 冠德泰極
- 冠德心天匯
- 2024「中和高中聯開案」[6]

桃園市
- 冠德青璞匯

## 關係企業
- 環球購物中心
  - 冠樺生活
  - 宇佳國際
  - 冠鼎環球
- 根基營造
  - 捷群投資
  - 冠慶機電
    - 頂天營造
      - 潤淂康資訊服務
- 冠誠生活
  - 冠友生活
- 冠德玉山教育基金會

## 外部連結
- （繁體中文） 冠德建設 （页面存档备份，存于）
- （繁體中文） 台灣公司資料